# Jolmsk
Jolmsk (en ruso: Холмск), conocido entre 1905 y 1946 como Maoka (真岡?), y anteriormente como Mauka, es una ciudad portuaria y centro administrativo del Distrito Jolsmky del Óblast de Sajalín (Rusia).
Su ubicación se encuentra al suroeste de la costa de la isla de Sajalín, en el golfo del estrecho de Nevelskói, zona central del más amplío estrecho de Tartaria del Mar del Japón.

## Toponimia
El nombre tradicional de la población, Mauka, proviene de un antiguo poblado ainu que ya se llamaba de esa manera ala llegada de los pescadores japoneses primero y de los soldados rusos más tarde.
El nombre soviético Jolmsk, fue puesto el 5 de junio de 1946 por decreto del Presídium del Soviet Supremo de la R. S. F. S. de Rusia, que emitió el Decreto Sobre la estructura administrativa-territorial de la región de Yuzhno-Sajalinsk.

## Geografía

### Ubicación
Jolmsk se encuentra al suroeste de la isla de Sajalín, en la costa de la bahía de Nevelski del estrecho del tártaro en el Mar de Japón. 
En el norte, la ciudad limita estrechamente con el pueblo de Yablochny, en el sur, con los pueblos de Sernye Istochny y Pravda, en el este, con el pueblo de verano de Nicolaichuk. La altura máxima sobre el nivel del mar es de 349 m. La ciudad japonesa más cercana es Wakkanai, situada en el extremo norte de la isla de Hokkaido, a 180 km al sur de Jolmsk.

### Huso horario
Jolmsk, al igual que el resto de la isla de Sajalín, se encuentra en la zona horaria designada como la 10.ª zona horaria (MSK+8, hora de Moscú más 8 horas, UTC+11:00). El desplazamiento relativo a UTC es de +11:00. En relación con la hora de Moscú, la zona horaria tiene un desplazamiento constante de +8 horas y se designa en Rusia como MSK+8, respectivamente. Internacionalmente también se indica el uso horario como SAKT (hora de Sajalín). La hora local difiere de la hora estándar en una hora.

## Historia
Fue fundada originalmente como un puesto militar del Ejército Imperial Ruso cuando 10 soldados del 4.º Batallón de Línea de Siberia Oriental montaron un puesto avanzado el 21 de mayo de 1870, cerca de una aldea ainu llamada «Mauka». En la aldea, vivían pescadores ainu y japoneses.
El desarrollo pesquero de la zona hizo que entre 1878 y 1880 la ampliación comercial del puesto originalmente militar, se fusionará con la aldea de Mauka formando el pueblo de Mauka, donde vivían pescadores rusos, japoneses, ainu y comerciales e industriales rusos y europeos como Y. L. Semiónov o el industrial escocés G. F. Demby, socio de Semiónov. Para 1880 se calculaba que la población de Mauka rondaba los 710 personas, siendo 10 europeos y 700 asiáticos, casi todos ellos ligados a Semiónov & Co.
A comienzos del siglo XX, por iniciativa del etnógrafo polaco Bronisław Piłsudski se abrió la primera escuela de Mauka en julio de 1903, asistiendo en su primer año 8 niños ainu y 4 rusos.

### Etapa japonesa
Tras la guerra ruso japonesa y la firma del Tratado de Portsmouth el 5 de septiembre de 195jul., la ambivalente administración de Sajalín entre los imperios de Rusia y Japón, se decanto por el segundo. La administración japonesa organizó territorialmente la isla en la Prefectura de Karafuto y registró el puerto de Mauka como Maoka (真岡?) el 28 de agosto de 1906.
En abril de 1922 a Maoka se le elevó del estatus de pueblo a ciudad. En 1929 se le concedió el estatus de «ciudad de primera categoría». Durante esta época se importaron trabajadores de Corea y del Manchukuo que hicieron crecer tanto al demografía como el comercio de la ciudad. Además de la pesca, tuvo industrias como una fábrica de papel sucursal de Oji Paper. El puerto y la unión de este con una estación de ferrocarril que hacía de entrada de suministros a la isla también fueron determinantes para la expansión de Maoka.
La población del periodo japonés se calcula que rondaba en algo más de 3000 habitantes en 1905 hasta los más de 20 000 a comienzos de la década de 1940.

### Etapa soviética
El 8 de agosto de 1945, la Unión Soviética violó el Pacto de Neutralidad firmado entre ella y Japón el 13 de abril de 1941 y lanzó la Operación Tormenta de Agosto. Tres días más tarde, comenzó la invasión de la parte japonesa de Sajalín. Con la Rendición de Japón en la Segunda Guerra Mundial, la Unión Soviética se quedó con los territorios tomados a Japón, aduciendo que eran «conquistas territoriales expansionistas del Imperio japonés», si bien el territorio de Sajalín era previo a esta etapa.
Hasta el 5 de junio de 1946, la ciudad fue dirigida por una administración militar, si bien desde el 5 de octubre de 1945 fue una «administración cívico-militar». Ese mismo día, la ciudad fue renombrada como Jolmsk. Se llevó a cabo una «repatriación» forzosa de la población japonesa de toda la isla de Sajalín (y en menor medida de población coreana y china), a la vez que se enviaban nuevos colonos a la ciudad, especialmente de Rusia y Ucrania.
Se estableció en la ciudad la sede de la naviera de Sajalín y se amplío el número de fábricas, aunque la fábrica de celulosa tomada a Oji Paper continúo siendo la de mayor rendimiento de la zona, recibiendo una reconstrucción y ampliación en 1950.
En la década de 1950, el crecimiento sostenido de Jolmsk precipitó el desarrollo de la línea de ferry entre Vánino (Krai de Jabárovsk) y Jolsmk, clave para la importación y exportación de productos entre la parte continental y Sajalín.
Para 1972, la ciudad había crecido hasta los 40 000 habitantes. Se elaboró un plan de desarrollo de la misma que esperaba que la cifra de habitantes alcanzase las 70 000 personas hacia el año 2000.
En la década de 1980, Jolmsk, al igual que casi todas las poblaciones soviéticas, vivió grandes dificultades durante el Colapso económico de la Unión Soviética, de algunas de las cuales aún no se ha recuperado en la actualidad.

### Etapa rusa
El colapso de la URSS provocó en Jolmsk el cierre de las principales empresas, así como impagos generalizados tanto entre empresas como en sueldos, que hicieron disminuir el nivel de vida y aumentar la delincuencia. Entre los cierres más sonados, estuvo la fábrica de celulosa que operaba desde los tiempos de los japoneses. La naviera por su parte, pasó de 10 ferris a 4 con dificultades para su mantenimiento. La estación de tren construida por los japoneses en 1920 y que conectaba la localidad con Yuzhno-Sajalinsk fue demolida por su pobre estado de conservación.
La población experimentó una caída en los años de 1992 a 2005 de 52 000 habitantes a 33 500.
A partir de 2005, con la estabilización de la economía rusa, la ciudad volvió a vivir mejoras y creaciones de nuevas empresas.

## Demografía
Actualmente, la composición étnica de los habitantes de Jolmsk es mayoritariamente rusa (88 %), teniendo minorías importantes de coreanos (5 %) y ucranianos (3 %).
Según el censo del 1 de enero de 2024, en Jolmsk vivían 24 884 personas, siendo el vigésimo octavo año consecutivo en que la localidad pierde población y acercándose a cifras de 1947.
Evolución historica de Mauka, Maoka y Jolmsk
| Gráfica de evolución demográfica de Jolmsk entre 1880 y 1991 |
|                                                              |
| Censos esporádicos según las distintas autoridades           |

Desde la disolución de la URSS
| Gráfica de evolución demográfica de Jolmsk entre 1992 y 2024 |
|                                                              |
| Población según los censos publicados por Goskomstat.        |